# Брехня (п'єса)
«Брехня» — п'єса українського письменника Володимира Винниченка, написана у 1910 році.

## Історія написання
На творчість Винниченка другого періоду вплинули філософські концепції Ф. Ніцше, які стимулювали його до роздумів над «проблематичністю, історичністю, крихкістю основних моральних понять». Суб'єктивно письменник не був заперечником моралі як такої, він лише шукав моделі нової моралі, яка б замінила стару — лицемірну й анахронічну. У п'єсі Винниченко виводить образ позитивного реформатора, який сповідує свободу особистості, «чесність із собою».
М. Вороний вважав, що ця п'єса якнайкраще репрезентує новий напрям у драматургії:
«…Власне неореалістична течія в драмі і звертає мою увагу. До неї належать такі імена: Ібсен, Пшибишевський, Виспянський, Гауптман, Чехов і, оце недавно, до їх грона прилучився наш В. Винниченко. Вони утворили нову концепцію драми, дали їй іншу будову, характер».
І конкретизує:
«Нова драма малює боротьбу індивідуума з самим собою, це драма почувань, докорів сумління, драма неспокою, вагання волі, ляку і жаху; це страшливий образ кривавого бойовища в душі людини. Вся увага художника в ній скуплюється на психологічній концепції, через те, не пориваючи з реальністю, він інтригу, зовнішні обставини, побутові ознаки відсуває на другий план.»

## Публікація
Вперше п'єса «Брехня» була опублікована в «Літературно-науковому віснику» у 1910 році. Перевидавалася окремими виданнями 1915 р. (Харків); в Радянській Україні — 1922 р. (Київ. Видавництво «Спілка») та 1926 р. — в 12-му томі 24-томного зібрання «Творів» В. Винниченка (Х. — К., «Рух» та «Книгоспілка»).

## Ідейно-тематичний зміст
У драмі порушується проблема зіткнення розуму і моралі, їх взаємопов'язаність і взаємозумовленість. Чи загальноприйняті і старі як світ християнські моральні норми (такі як не бреши, не перелюбствуй) варті уваги мислячої людини, чи це лише умовність, зручна для унормування людських відносин? Порушується проблема перехідності моральних категорій, неможливість знаходження одного правильного рішення.
У Винниченка брехня парадоксально виявляється способом утамування житейських прикрощів і непорозумінь.

## Сюжет
У центр п'єси письменник ставить жінку — Наталію Павлівну. У сімейному союзі із Андрієм Карповичем вона отримала надійність і самоповагу. Головна героїня добре розуміє, що без неї він пропаде, швидко згасне, вона поважає його і тим самим накладає на себе обов'язок самопожертви. Проте вона зраджує чоловікові з молодим поетом Антоном, у стосунках з яким здобуває почуттєву радість, зблиски іскристого кохання. Однак сталося непередбачуване: життя зіштовхує її з людиною, котра не визнає її вищості. Іван Стратонович, помічник Андрія Карповича, виявивши випадково лукавство Наталії Павлівни і розчарувавшись у жінці, яка викликала у нього раніше повагу і таємне поклоніння, стає месником за її брехню, самовпевнену зверхність. Право розпоряджатися чужою душею, карати й милувати він бере віднині на себе і з нещадністю доводить цю душу до загибелі.
Любов Наталії Павлівни має три іпостасі: любов-жалість, свідома самопожертва (визначає її ставлення до чоловіка); романтична любов, до якої додається й материнське начало (цей симбіоз почуттів виявляється в стосунках з Тосем); любов-стихія, наслання, «демонічна» сила, яка приходить негадано й фатально (взаємини з Іваном Стратоновичем). Головна героїня своєю складною психологічною грою, щедро оздобленою лукавством і брехнею, намагається підняти закоханих у неї до свого рівня, зробити їх сильними перед життєвими незгодами, відігріти понівечені душі. Наталя Павлівна намагається допомогти близьким людям, але, щоб досягти цього, вона має піти на компроміс із власним «я» і тільки у фіналі розуміє, що щастя шляхом обману, тим паче самообману, досягти неможливо. Самогубство героїні стає моментом істини.

## Персонажі
Головна героїня — людина неординарна, з глибокою душею, тому в середовищі людей безликих і сірих її поведінка оцінюється як вульгарна, морально низька.

### Наталя Павлівна
Молода, смілива, темпераментна жінка з середньобуржуазних верств. Вольова, розумна, пристрасна, дотепна, щедра душею, представниця досить поширеного інтелігентського типу, що несе в собі філософію надлюдини, непідлягання загальноприйнятим нормам життя і поведінки. Основна ознака її типу — прагнення й уміння маніпулювати чужою душею.
Її життєве кредо: вселяти всім надію на щастя, на радість буття, надихати навіть ціною самопожертви, брехні, тієї рятівної і солодкої, яка конче необхідна надломленим душам.
«О, людям… зовсім не треба правди чи брехні.., їм треба щастя.., спокою. Коли брехня може це дать — слава брехні!»

### Андрій Карпович
«Літ 40, худий, згорблений, одежа на ньому сидить мішкувато. Сам дуже негарний, з великим червоним носом і блідим лицем. Очі тихі, промінясті, надзвичайно ласкаві й розумні.»
Чоловік Наталії Павлівни. Інженер, зайнятий винаходом мотора. У дружині бачить свою опору і свій затишок, тільки вона стала для нього натхненням і стимулом до життя.

### Антін Михайлович (Тось)
«Молодий, гарний. Рухи розкидисті, нетерплячі. Часто стріпує довгим волоссям.»
Про себе каже так: «…а що я? Нещасний студент, невідомий нікому поет.»
Молодий ідеаліст-коханець. В силу юнацького максималізму бунтує проти брехні. Наталя Павлівна як муза дарує йому складну гамму почуттів і переживань.

### Іван Стратонович
«Молодий чоловік літ 30, смуглявий, присадкуватий і хмурий. Борідка росте кущиками на шиї.»
Закоханий у Наталію Павлівну і цією любов'ю вимучує і її, і себе. В його словах і вчинках простежується щось мефістофельське. То помста рухає ним, то зловтіха, то безсилля і безборонність. Він нахабно домагається Наталії Павлівни шляхом шантажу.